# Microtis cupularis
Microtis cupularis là một loài thực vật có hoa trong họ Lan. Loài này được (D.L.Jones & G.Brockman) A.P.Br. mô tả khoa học đầu tiên năm 2007.